# Cour constitutionnelle (Équateur)
Pour les autres articles nationaux ou selon les autres juridictions, voir Cour constitutionnelle.
La Cour constitutionnelle de l'Équateur est la juridiction suprême de contrôle, d'interprétation et d'administration de justice constitutionnelle de l'Équateur. Établie dans la Constitution de 2008, elle est une juridiction autonome et indépendante des autres organes et pouvoirs publics avec juridiction nationale. Elle a son siège dans la ville de Quito.
Elle a la mission de garantir le vigueur et la suprématie de la Constitution équatorienne ainsi que le plein exercice des droits constitutionnels et garanties juridictionnelles.
Son action se fonde sur 5 axes fondamentaux :
1. Transparence et indépendance
2. Zéro corruption
3. Célérité
4. Décisions de qualité
5. Continuité de l'institution

## Histoire
Depuis la Constitution de l'Équateur de 1945 il existe une justice constitutionnelle spécialisée et hiérarchisée en Équateur. La juridiction se dénouait initialement Tribunal des garanties constitutionnelles, et un amendement constitutionnel à la Constitution de l'Équateur de 1979 l'a transformé en Tribunal Constitutionnel, avec une base législative.
Après sa création avec la Constitution de 2008, la Cour constitutionnelle a remplacé l'ancien Tribunal Constitutionnel, conformément à la cinquième disposition transitoire de la Constitution de l'Équateur de 2008, qui prévoit que tous les biens de l'ancien Tribunal s'ont transférés à la Cour, ainsi que son personnel statutaire et salarié.
Il était également prévu que le Registre Officiel serait transformé en une entreprise publique dépendante de la Cour constitutionnelle, ce qui n'était pas encore le cas en 2020. En 2019, la Cour constitutionnelle a décidé que le Registre Officiel serait totalement dématérialisé, à compter du 2 janvier 2020, mettant à l'impression papier du journal officiel de l'Équateur.

### Séquence d'installation
Le régime transitoire organisé par la Constitution de 2008 prévoit le tirage au sort des trois juges dont le mandat devait être de trois ans, un autre groupe de six ans et un le dernier tiers, pour achever le premier cycle de neuf ans prévu par la Constitution.

#### Processus d'installation de 2009
En 2008, dès l’adoption de la nouvelle Constitution, le Tribunal constitutionnel a siégé et décidé de rester responsable de la justice constitutionnelle en tant que Cour constitutionnelle de transition. Le processus de sélection des membres de la Cour se tînt en 2009 et la plupart des juges étaient issue de l'ancienne Cour de transition.

#### Premier renouvellement (2012)
En 2012, une nouvelle procédure de sélection des membres a été mise en place, qui a abouti à la formation d’une cour composée de juges qui faisaient déjà partie de l’ancienne Cour et de nouveaux membres.
Ce processus a ratifié dans leurs charges les juges Patricio Pazmiño Freire, Ruth Seni Pinoargote, Manuel Viteri Olvera et Édgar Zárate.
Une des nouvelles membres a été Pamela Martínez, qui impliqué dans une affaire de corruption de 2012 à 2016.

#### Second renouvellement (2015)
Le deuxième renouvellement a eu lieu en 2015.

#### Nouvelle installation de 2019
En août 2018, sous le gouvernement de Lenín Moreno, il a été décidé de révoquer tous les membres de la Cour constitutionnelle nommés pendant le mandat de Rafael Correa, par l’intermédiaire du Conseil de participation citoyenne et de contrôle social transitoire, laissant en suspens un grand nombre d’affaires. Début 2019, aucun remplaçant n’avait encore été nommé.
En novembre 2019, le Président de la Cour, Hernán Salgado, a statué sur les recours constitutionnels concernant le décret exécutif 813, qui a modifié le Règlement général de la Loi organique sur le service public.

#### Premier nouveau renouvellement (2022)
Le 7 février 2022, dans les locaux de la Cour constitutionnelle, a eu lieu le tirage au sort pour la désignation trois postes devant être renouvelés parmi les membres qui ont pris leurs fonctions en 2019. Les juges constitutionnels Hernán Salgado Pesántes, jusqu’alors président de la juridiction, ainsi que Agustin Grijalva Jiménez et Ramiro Avila Santamaría ont été tirés au sort.
Le 10 février, l’Assemblée nationale a nommé les nouveaux juges constitutionnels, sélectionnés par la Commission de qualification constituée à cet effet : Alejandra Cárdenas Reyes, Jhoel Escudero Soliz et Richard Ortiz Ortiz.

## Organisation
Les dispositions constitutionnelles concernant la Cour constitutionnelle se trouvent dans le deuxième chapitre du Titre IX de la Constitution que traite de la suprématie constitutionnelle, spécifiquement dans les articles 429 à 440. La Cour constitutionnelle est composée de neuf membres qui portent le titre de juges exerçant leurs fonctions en formation plénière ou en chambre, conformément à la loi, pour une période de neuf années. La Cour est renouvelée par tiers tous les trois ans, sans réélection immédiate.
Loi organique sur les garanties juridictionnelles et le contrôle constitutionnel, qui organise la structure de l'administration de la justice constitutionnelle, dispose que la cour compte trois chambres : admission, sélection des affaires, et révision, et une formation plénière.
La cour Constitutionnelle jouit de l'autonomie administrative et financière. La loi détermine son organisation, son fonctionnement et les procédures pour l'accomplissement de ses attributions.

### Garantie de la stabilité des membres
Les membres de la Cour constitutionnelle ne sont pas sujet à une sélection politique et ils ne peuvent être révoqués par ceux qui les désignent. Cependant, ils demeurent soumis aux mêmes contrôles que le reste des autorités publiques et répondront des autres actes ou omissions qu'il pourraient commettre dans l'exercice de leurs fonctions.
La destitution des membres est décidée par les deux tiers de leurs pairs. La procédure, les conditions requises et les causes de destitution sont déterminées par la loi.

### Membres actuels de la Cour
| Juge                             | Ville             | Âge    | Rôle                                         |
| -------------------------------- | ----------------- | ------ | -------------------------------------------- |
| Andrade Quevedo, Karla Elizabeth | Quito, Pichincha  | 41 ans | Juge                                         |
| Cárdenas Reyes, Alejandra        | Quito, Pichincha  | -      | Juge                                         |
| Corral Ponce, Carmen             | Cuenca, Azuay     | -      | Vice-présidente de la Cour constitutionnelle |
| Escudero Soliz, Jhoel Marlin     | Guaranda, Bolívar | 42 ans | Juge                                         |
| Lozada Pré, Ali Vicente          | Archidona, Napo   | 50 ans | Président de la Cour constitutionnelle       |
| Nuques Martínez, Hilda Teresa    | Guayaquil, Guayas | -      | Juge                                         |
| Ortiz Ortiz, Richard             | Quito, Pichincha  | -      | Juge                                         |
| Salazar Marín, Daniela           | Quito, Pichincha  |        | Juge                                         |
| Herrería Bonnet, Pablo Enrique   | Guayaquil, Guayas | 73 ans | Juge                                         |

### Centre d'Études et Diffusion du Droit Constitutionnel (CEDEC)
Le Centre d’études et de diffusion du droit constitutionnel (CEDEC) a été créé en vertu de l’article 202 de la loi organique sur les garanties juridictionnelles et le contrôle constitutionnel pour être le bras académique de la Cour constitutionnelle de l’Équateur. Son mandat légal est de promouvoir et de coordonner la réalisation d’études et de recherches juridiques et de diffuser le droit constitutionnel et les travaux de la jurisprudence de la Cour, les domaines du droit auxquels il se consacre étant les suivants : théorie du droit, droit constitutionnel équatorien, droit constitutionnel comparé, droits de l’homme et histoire du droit constitutionnel équatorien.